# Oleschky-Sande
Koordinaten: 46° 35′ 0″ N, 33° 3′ 0″ O

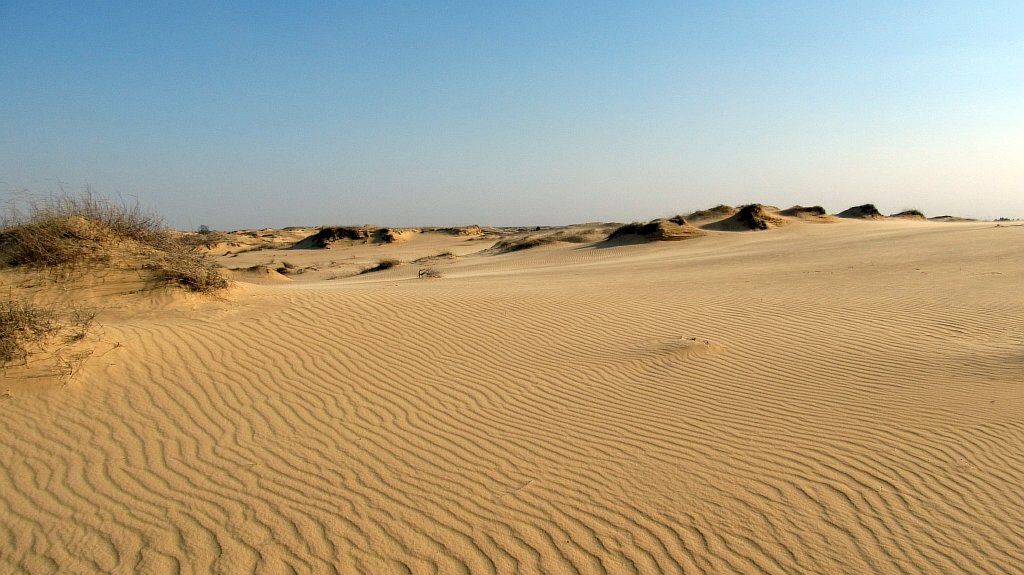
Oleschky-Sande 2014

Die Oleschky-Sande (ukrainisch Олешківські піски Oleschkiwski pisky; russisch Алёшковские пески Aljoschkowskije peski auch Oleschkysande oder Oleschki-Wüste bzw. vom Russischen abgeleitet Aleschki-Sande) sind eine 161 km² große Halbwüste und mit einem Durchmesser von 30 km die größte Sandfläche der Ukraine. Ihren Namen erhielt die Wüste von der nahe gelegenen Stadt Oleschky.
Der Oleschky-Sande sind ein Naturdenkmal und bezüglich Niederschlag und Temperatur als Halbwüste zu klassifizieren, wobei sich der Sand im Sommer auf eine Temperatur von bis zu 75 °C erhitzen kann. Aufgrund geringer Niederschläge und heißer Aufwinde können dichte Sandstürme entstehen. Es gibt viele kleine, aus Kiefern und Birken bestehende Oasen, in denen es jedoch mangels Wind heißer als in der offenen Wüste ist.

## Lage
Die Oleschky-Sande liegen in der Oblast Cherson südlich des Dnipro/Dnepr 30 km östlich von Cherson. Weitere, kleinere Wüstengebiete ziehen sich 150 km südlich des Dnipro entlang bis zur Kinburn-Halbinsel am Dnepr-Bug-Liman.

## Geschichte
Die Halbwüste existierte in kleiner Form schon lange Zeit, dehnte sich aber durch Überweidung im 18. und 19. Jahrhundert in relativ kurzer Zeit auf ihre heutige Größe aus. Große Schafherden, die in der Steppe weideten, zerstörten die Grasvegetation völlig, und Winderosion verbreitete den Sand.
Um eine weitere Ausbreitung zu vermeiden, pflanzte man in den 1920er Jahren um die Halbwüste Pinien-, Kiefern- und Akazienwälder, die heute eine Fläche von mehr als 1000 km² aufweisen.
Während der Sowjetzeit wurde das Gebiet als Truppenübungsplatz für die Ausbildung von Piloten der Mitgliedsstaaten der Warschauer Vertragsorganisation genutzt, sodass sich in der Wüste noch viele Blindgänger befinden und daher große Gebiete gesperrt sind.